# Gargnano
Gargnano est une commune italienne de la province de Brescia en Lombardie, au bord du lac de Garde. La ville fut l'une des quatre capitales de la république sociale italienne ou république de Salò de 1943 à 1945.

## Culture
Le peintre baroque vénitien Andrea Celesti, qui avait un atelier à Brescia, y réalisa dans les années 1690, des toiles pour la Villa Bettoni, dans le quartier de Bogliaco, ainsi que pour les églises San Francesco et San Martino.

## Administration
| Période                                  | Période           | Identité             | Étiquette                           | Qualité |
| ---------------------------------------- | ----------------- | -------------------- | ----------------------------------- | ------- |
| 7 juin 1993                              | 14 mai 2001       | Daniele Roscia       | Lega Nord                           | -       |
| 14 mai 2001                              | 1er décembre 2003 | Marcello Festa       | liste civique                       | -       |
| 1er décembre 2003                        | 14 juin 2004      | Zaira Romano         | -                                   | -       |
| 14 juin 2004                             | 26 mai 2014       | Gianfranco Scarpetta | liste civique                       | -       |
| 26 mai 2014                              | En cours          | Giovanni Albini      | Ligue pour Salvini Premier ministre | -       |
| Les données manquantes sont à compléter. |                   |                      |                                     |         |

### Communes limitrophes
Brenzone (VR), Capovalle, Tignale, Torri del Benaco (VR), Toscolano-Maderno, Valvestino, Vobarno